# Corcelles-près-Concise
Corcelles-près-Concise ist eine politische Gemeinde im Distrikt Jura-Nord vaudois des Kantons Waadt in der Schweiz.

## Geographie
Corcelles-près-Concise liegt auf 470 m ü. M., 9 km nordöstlich der Bezirkshauptstadt Yverdon-les-Bains (Luftlinie). Das Dorf erstreckt sich am Jurasüdfuss, auf einer kleinen Erhebung am Fuss des Mont Aubert, nahe dem Ufer des Neuenburgersees.
Die Fläche des 4,1 km² grossen Gemeindegebiets umfasst einen Abschnitt am Westufer des Neuenburgersees. Der Gemeindeboden erstreckt sich vom Seeufer mit flachem Uferrandstreifen nordwärts über die Geländekuppe von Corcelles und den dicht bewaldeten Jurahang hinauf bis auf den Kamm des Mont Aubert. Hier wird mit 1290 m ü. M. der höchste Punkt von Corcelles-près-Concise erreicht. Von der Gemeindefläche entfielen 1997 7 % auf Siedlungen, 42 % auf Wald und Gehölze, 50 % auf Landwirtschaft und etwas weniger als 1 % war unproduktives Land.
Zu Corcelles-près-Concise gehören einige Einzelhöfe am Jurasüdhang. Nachbargemeinden von Corcelles-près-Concise sind Onnens, Bonvillars und Concise.

## Bevölkerung
Mit 421 Einwohnern (Stand 31. Dezember 2023) gehört Corcelles-près-Concise zu den kleinen Gemeinden des Kantons Waadt. Von den Bewohnern sind 95,7 % französischsprachig, 3,6 % deutschsprachig und 0,7 % englischsprachig (Stand 2000). Die Bevölkerungszahl von Corcelles-près-Concise belief sich 1888 auf 295 Einwohner, nahm dann bis 1970 auf 201 Einwohner ab, seither ist wieder eine leicht steigende Tendenz zu beobachten.

## Wirtschaft
Corcelles-près-Concise ist noch heute ein vorwiegend landwirtschaftlich geprägtes Dorf. Auf dem fruchtbaren Boden am Jurafuss wird Ackerbau betrieben, an den unteren Südhängen gibt es etwas Weinbau. Das lokale Kleingewerbe bietet nur wenige Arbeitsplätze an. Viele der in den letzten Jahren zugezogenen Erwerbstätigen sind Wegpendler, die vor allem in Yverdon arbeiten.

## Verkehr
Die Gemeinde ist verkehrsmässig gut erschlossen. Sie liegt an der Hauptstrasse 5 von Neuchâtel nach Yverdon. Mit der Eröffnung der Autobahn A5 (Yverdon-Neuchâtel) im Mai 2005 erfuhr der Ort eine spürbare Verkehrsentlastung. Der nächste Anschluss an die Autobahn, die das Gemeindegebiet durchquert, befindet sich rund 4 km vom Ortskern entfernt. Durch den Postautokurs, der von Yverdon nach Gorgier verkehrt, ist Corcelles-près-Concise an das Netz des öffentlichen Verkehrs angebunden.

## Geschichte
Wie viele andere Gemeinden entlang des Neuenburgersees kann auch Corcelles-près-Concise auf eine sehr lange Siedlungstradition zurückblicken. Das Seeufer war während der Jungsteinzeit und der Bronzezeit besiedelt (Pfahlbauten). Aus dieser Zeit stammen auch die vier Menhire von Corcelles, genannt Longues Pierres. Spuren einer Siedlung sind auch aus der Eisenzeit und der Römerzeit vorhanden. Ferner wurde ein frühmittelalterliches Gräberfeld entdeckt.
Die erste urkundliche Erwähnung des Ortes erfolgte bereits im Jahr 885 unter dem Namen Corceles; 888 erschien die Bezeichnung Corcella. Der Ortsname ist auf das lateinische Wort corticella (kleiner Hof) zurückzuführen. Corcelles unterstand im Mittelalter dem Bischof von Lausanne und später der Herrschaft Grandson. Seit 1376 bildete der Ort eine eigene kleine Herrschaft. Nach 1476 wurde diese der Vogtei Grandson angegliedert, die unter der gemeinen Herrschaft von Bern und Freiburg stand. Nach dem Zusammenbruch des Ancien Régime gehörte Corcelles-près-Concise von 1798 bis 1803 während der Helvetik zum Kanton Léman, der anschliessend mit der Inkraftsetzung der Mediationsverfassung im Kanton Waadt aufging.

## Sehenswürdigkeiten
Der heutige Bau des Schlosses von Corcelles-près-Concise stammt von 1780. Das Gemeindehaus wurde 1839 erbaut. Sehenswert sind auch die vier Menhire nördlich des Dorfes. Corcelles-près-Concise besitzt keine eigene Kirche, es gehört zur Pfarrei Concise.

## Bildgalerie

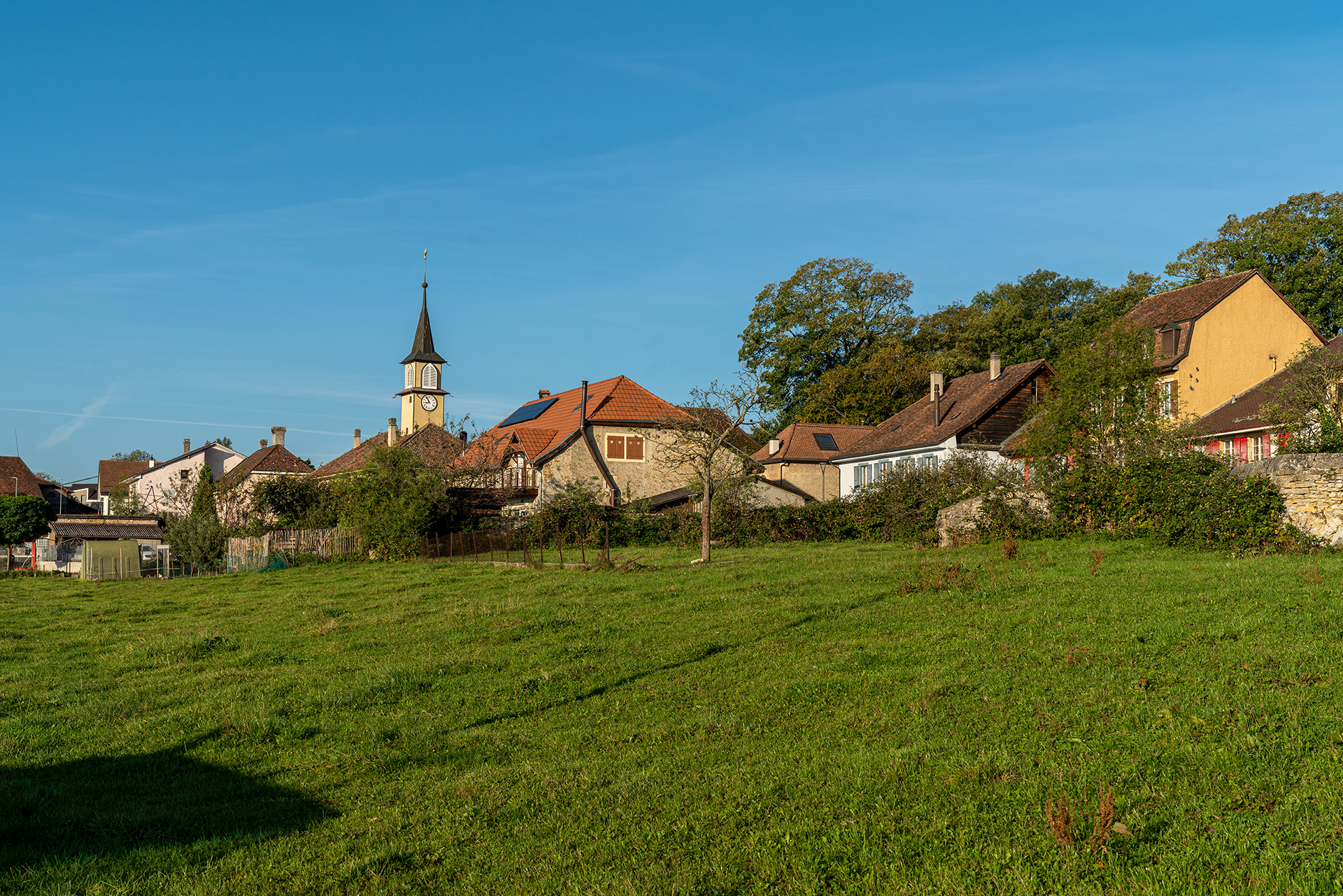
Corcelles-près-Concise
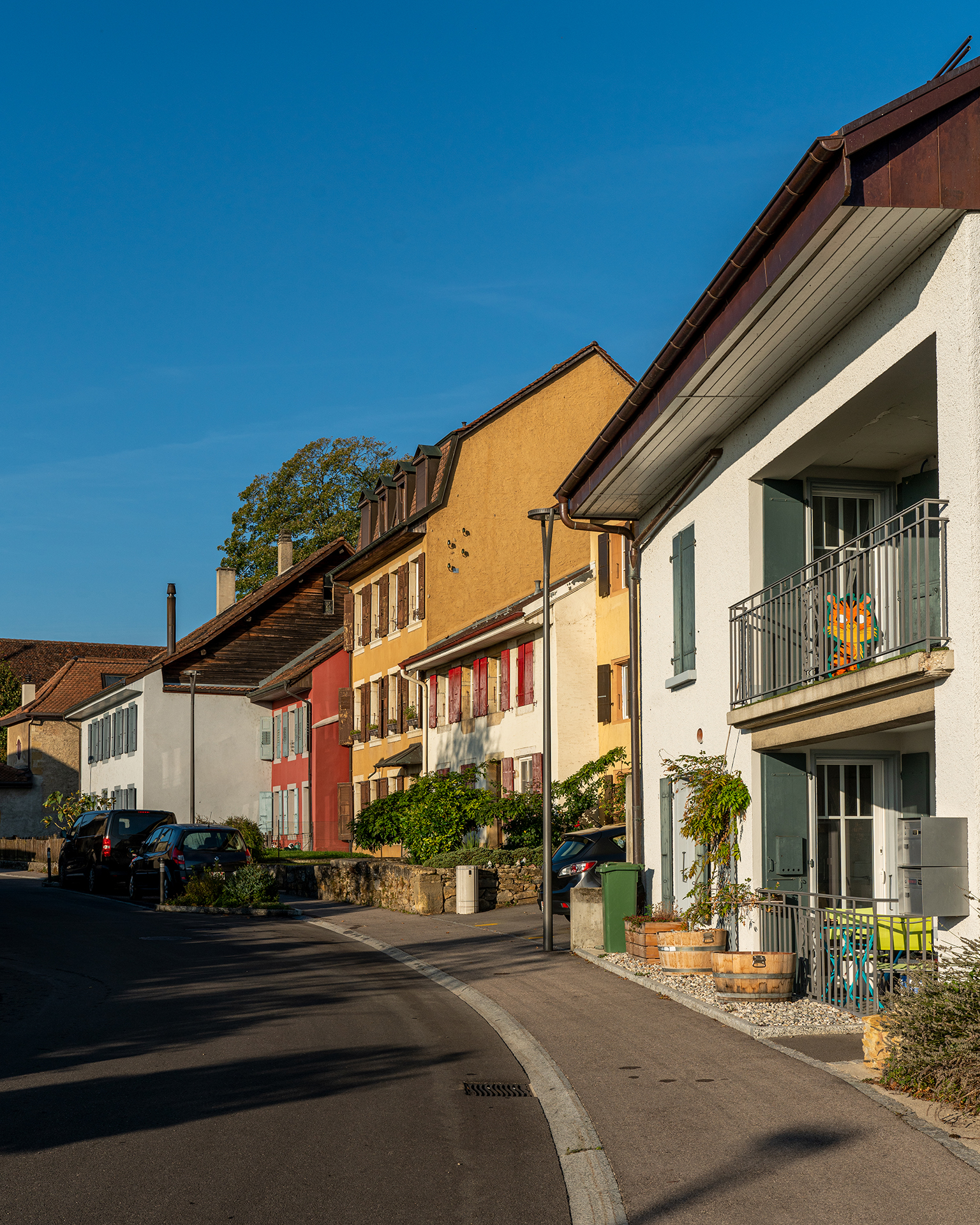
Au Village (Im Dorf)
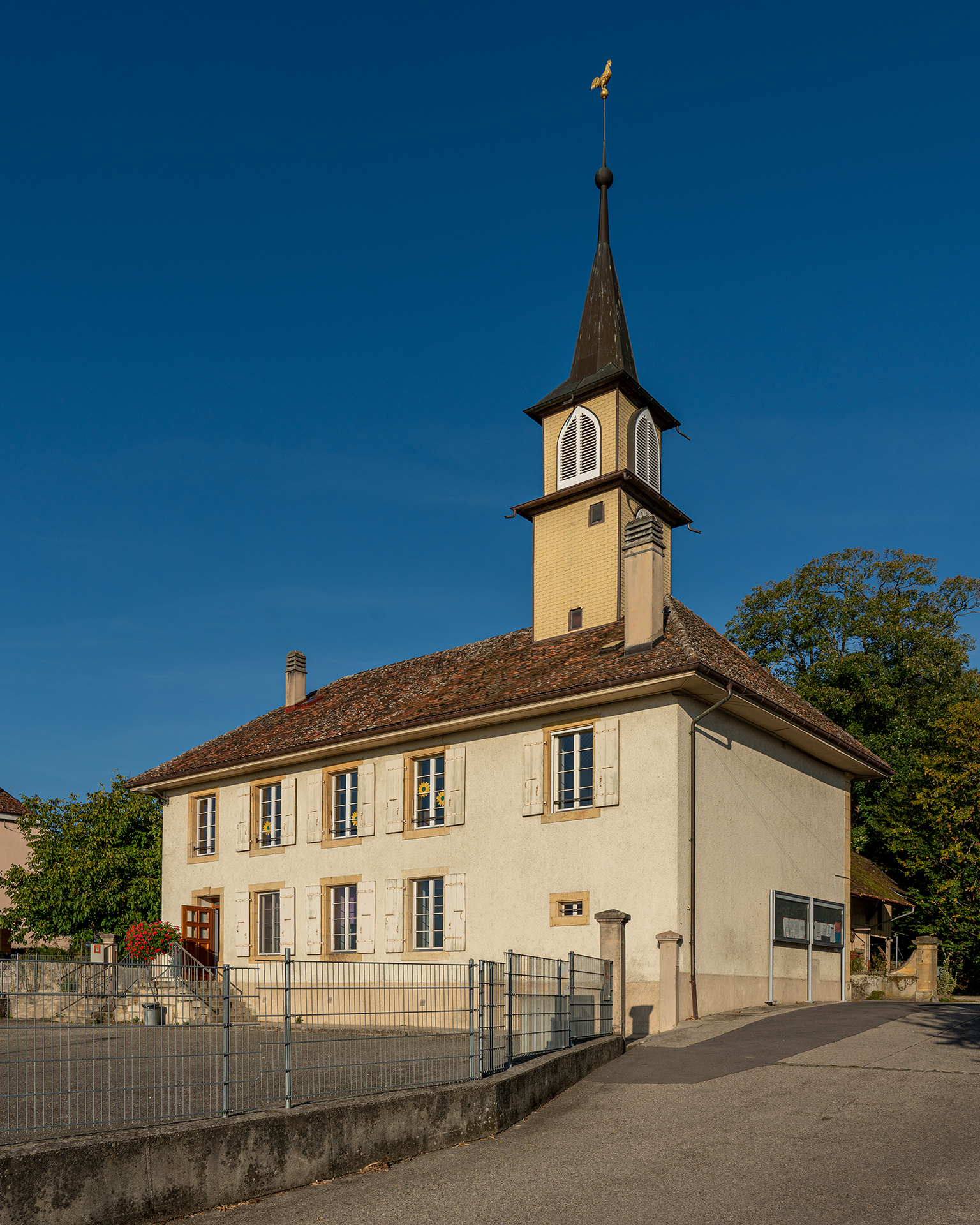
Schulhaus und Gemeindeverwaltung
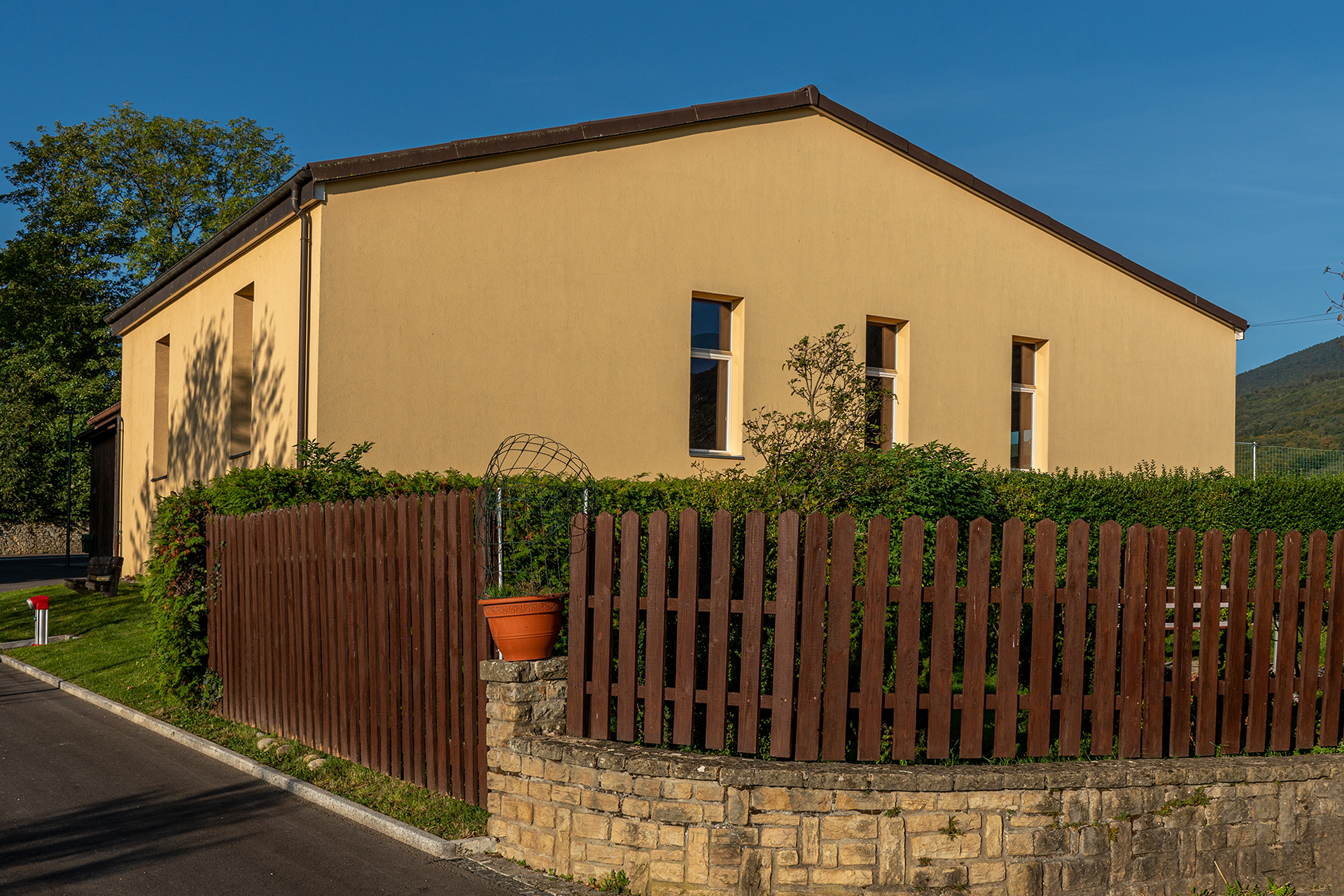
Gemeindesaal
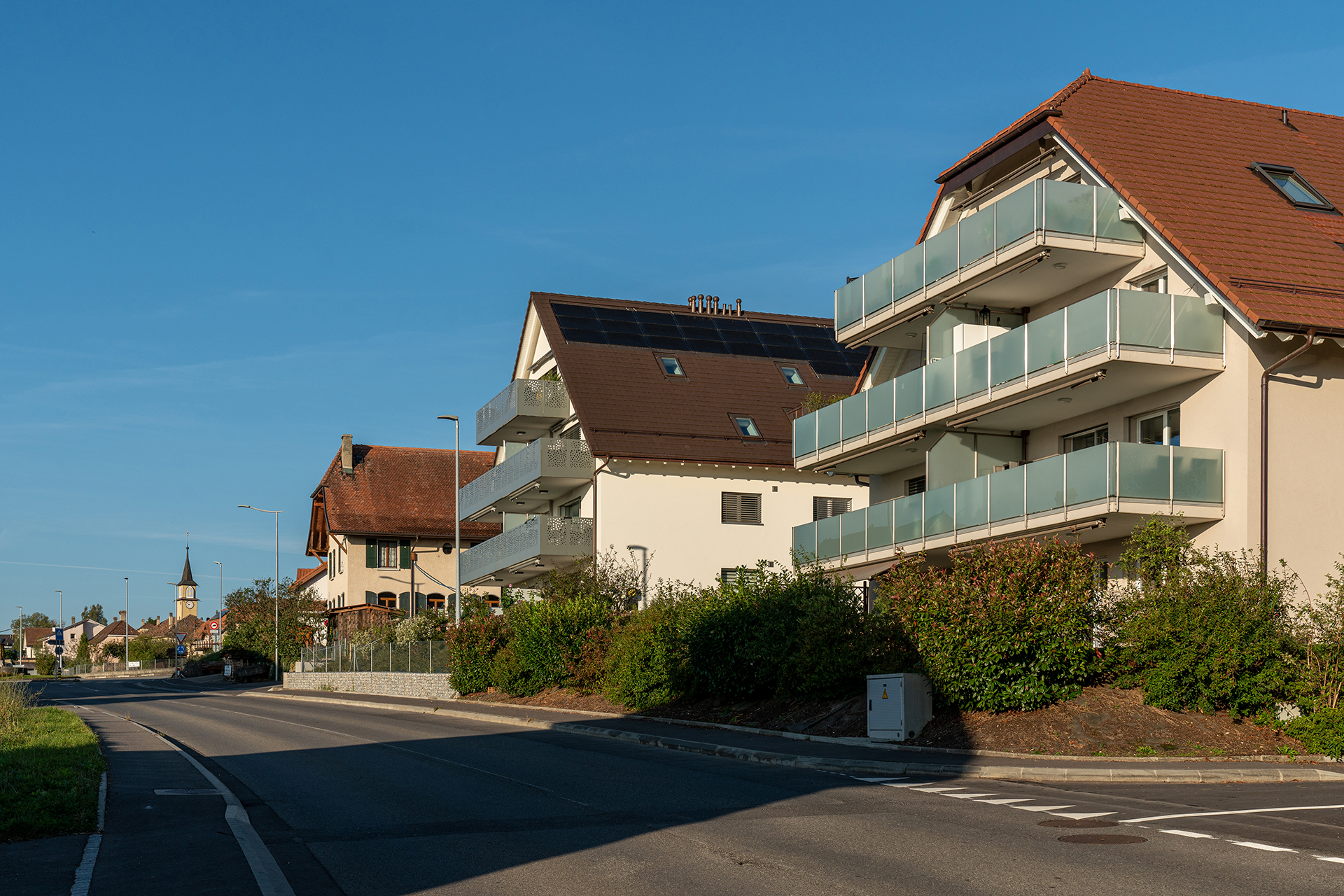
Rue Cantonale

## Persönlichkeiten
- Léo DuPasquier (1910–1981), Wirtschaftsmanager, Politiker und Offizier